# Monastère de Simonopetra
Le monastère de Simonopetra ou monastère de Simonos Petras (en grec moderne : Μονή Σίμωνος Πέτρας, littéralement monastère de la Roche de Simon) est un des vingt monastères orthodoxes de la communauté monastique du mont Athos, dont il occupe la treizième place dans le classement hiérarchique.
Ce monastère patriarcal et stavropégique est situé au sud-ouest de la péninsule, et est dédié à la Nativité du Seigneur, fête votive le 25 décembre (7 janvier), il fut baptisé la Nouvelle Bethléem lors de sa fondation.
En 1990, il comptait 80 moines.

## Histoire
Le monastère est fondé au XIIIe siècle par saint Simon le Myroblyte. Il est rénové en 1363 par le despote serbe Jovan Uglješa, considéré comme son second fondateur.
Il est détruit en 1570 par un incendie et reconstruit grâce au soutien de la principauté de Valachie. Deux autres incendies ont lieu en 1622 et 1891.
Saint Païssy Velitchkovsky et ses disciples, au XVIIIe siècle, cherchent vainement à y restaurer la tradition spirituelle hésychaste.
Le 26 novembre 2001, Bartholomée, le patriarche de Constantinople permet, pour toute l’Église, la vénération officielle du  (el), né Jean Diakogiorgis (1871-1957). Le nouveau saint, entré au monastère de Simonos Petras en 1888, et devenu moine en 1920, y passa 43 ans dont onze comme higoumène, puis 26 comme économe et père spirituel au métochion de ce monastère, proche d'Athènes, le métochion de l'Ascension à Výronas ; il est considéré comme ayant été à son époque le père spirituel d'Athénes.

## Métoques en France
Depuis 1978, le monastère de Simonopetra a deux métoques en France : ces monastères, qui dépendent directement de Simonopetra, ont été fondés par des moines français convertis à l'orthodoxie.
- Dans la Drôme, le monastère orthodoxe Saint-Antoine-le-Grand, situé à Saint-Laurent-en-Royans, a été fondé sous l'égide du métropolite Mélétios, alors archevêque de l'Église grecque en France, et de l'archimandrite Géronda Aimilianos, higoumène du monastère de Simonopetra, qui confia l'établissement à des moines athonites d'origine française. Le premier higoumène de Saint-Antoine-le-Grand était le père Placide Deseille, figure connue de l'orthodoxie française, qui enseignait aussi la patristique à l'Institut Saint-Serge de Paris[4].
- En Dordogne, à la limite nord-est du Périgord noir, le monastère de la Transfiguration, situé à Terrasson-Lavilledieu, est dédié aux saints Nectaire d'Égine, Simon le Myroblite et Marie-Madeleine. Il a été inauguré par l'archimandrite Géronda Aimilianos et est actuellement dirigé par le père Élie Ragot[5].